# Reforma ortogràfica
Una reforma ortogràfica és un tipus de planificació lingüística que té per objectiu provocar un canvi major en l'ortografia d'una llengua. Normalment, es basa en una adaptació de l'ortografia a l'evolució de la llengua parlada o, en el cas d'absència de regles d'ortografia comuna, en l'estandardització. Regularitza el lèxic i la gramàtica per facilitar-ne l'ensenyament, per donar un quadre estandarditzat a les editorials i per a minvar les divergències.

## Reformes ortogràfiques de la llengua catalana
A l’inici de la segona dècada del segle xx, l'Institut d'Estudis Catalans (IEC) va constituir una comissió per establir unes normes que acabessin amb el desordre i l’anarquia de l’ortografia catalana. Aquesta reforma ortogràfica, com quasi totes, va iniciar un debat entre partidaris i contrincants. Quan el 1913 l'IEC va promulgar les Normes ortogràfiques, després d'una campanya conduïda per, entres d'altres, Marià Aguiló i Fuster i Pompeu Fabra i Poch, va tornar a erigir-se una nova Acadèmia de la Llengua Catalana per oposar-s'hi. El 2013, al centenari d'aquesta reforma, Isidor Marí Mayans, president de la secció filològica de l'IEC, comentà el següent: «encara que sovint no en som ben conscients, la consecució d’aquell acord normatiu, que va obrir les portes als que successivament es produirien en el camp de la gramàtica (1918) i del diccionari (1932), és de la màxima transcendència històrica.»
En l'actualitat, en el context català, el Termcat ajuda els usuaris de la llengua a estandarditzar els neologismes, dins del procés de normalització de la llengua catalana i en un context global determinat per la societat del coneixement, la diversitat i el multilingüisme. Per exemple, segons el cas, s'opta per la represa integral de la paraula estrangera (whisky), la catalanització ortogràfica (pàrquing) o l'alternativa (aparcament), o el reemplaçament d'una paraula estrangera (hard disk) per una paraula catalana «pura» (disc dur).

### Llista de reformes ortogràfiques de la llengua catalana
Després de la publicació de les Normes ortogràfiques per l'Institut d'Estudis Catalans (1913) després del treball preparatiu de Pompeu Fabra i Poch, van seguir unes poques reformes menors.
- 1962: l'autorització de les variants del possessiu meua, teua... i de les variants de la conjugació dels verbs cantam, cantau, cantassis...[8]
- 1984: els noms en -es (judes, mecenes, Atenàgores…)[9]
- 1992 (1999) la norma sobre la grafia de la persona 1 del present d'indicatius dels verbs a les Illes Balears[10]
- 1993: els signes d’interrogació i d’admiració[11]
- 1995: el guionet.[12]
- 1996: la grafia dels mots compostos i prefixats que contenen formants amb una essa inicial etimològica seguida de consonant[13]
- 1996: representació de la flexió verbal en les «Instruccions per al maneig del diccionari»[14]
- 2006: «Ortografia» dins de la Gramàtica normativa valenciana[15] de l'Acadèmia Valenciana de la Llengua.
- 2016: El setembre del 2016 l'Institut d'Estudis Catalans (IEC) anuncià la publicació de la seva nova Ortografia, amb diverses novetats.[16]

Aquesta Ortografia fou aprovada pel ple de l'IEC el 25 d'octubre del 2016. Una de les novetats més comentades va ser la supressió de la major part dels accents diacrítics, de manera que la llista de mots amb accent diacrític quedà reduïda a quinze. També s'eliminaren els accents diacrítics dels mots compostos i derivats d'aquells mots. El text de l'Ortografia catalana es pot consultar i descarregar des del web de l'IEC; la publicació en paper aparegué el 2017. La implantació dels canvis plantejats per la nova normativa ortogràfica es farà de manera progressiva al llarg d'un període de quatre anys, d'acord amb les administracions i els diferents àmbits professionals, especialment educatiu i editorial, que tenen la responsabilitat de difondre'ls i fer-los efectius.

## Reformes ortogràfiques d'altres llengües
Els intents de canviar altres aspectes que les convencions ortogràfiques per a reformar les llengües s'han adverat molt més difícils. A tot arreu canvis de la llengua per decret, de vegades per canvis minimals, com per exemple la proposició de la Reial Acadèmia Espanyola, el 2010 de canviar el nom de la lletra y en castellà en ye en lloc d'i grega, han suscitat la polèmica. En analitzar les passions suscitades per la reforma ortogràfica del castellà del 2010, l'escriptor Javier Marías conclogué: «el dirigisme en la llengua no tindrà cap èxit perquè veiem qualsevol imposició com una intromissió intolerable en la nostra parla i en el nostre pensament; com un atemptat contra la nostra llibertat».
Al marc de la francofonia, la lluita contra el franglès i les múltiples paraules d'origen anglesa, especialment a les tecnologies de la Informació i la comunicació, s'advera àrdua. Per exemple, el reemplaçament de fax per telecòpia decretat per l’Office de la langue française s'advera difícil fora del cercle dels funcionaris, obligats a seguir les instruccions. Telecòpia no és més o menys pur francès que fax, d'igual manera que tele prové del grec antic i còpia del llatí mentrestant fax és un derivat de facsímil.

### Algunes reformes ortogràfiques en altres llengües
- Alemany: reforma menor de 1996 per simplificar l'ortografia del 1901/1902
- Castellà (1726, 1741, 1754, 1763, 1779, 1803, 1815, 1832, 1884, 1911, 1959, 1999, 2010)[20][21]
- Hebreu: als anys 20, creació de l'idioma modern a partir del bíblic
- Hongarès: modernització a principis del segle xix amb més de 10.000 termes nous
- Neerlandès: 1946 (Bèlgica), 1947 (Països Baixos) reforma major de l'ortografia de 1863 de De Vries en Te Winkel, amb modificacions menors per la Unió de la Llengua Neerlandesa el 1996 i 2006
- Portuguès (1911, 1945, 1973 i 2009 a Portugal; 1943, 1971 i 2009 al Brasil)
- Rus (1708 i 1918)
- Suec (1889 i 1906)
- Turc: pas a l'alfabet llatí als anys 20 i ordenació ortogràfica
- Txec: reforma de Josef Jungmann al segle XIX
- Xinès: s'escull el mandarí com a dialecte estàndard (1920) i s'introdueixen caràcters simplificats (anys 1950)